# Vertice della NATO

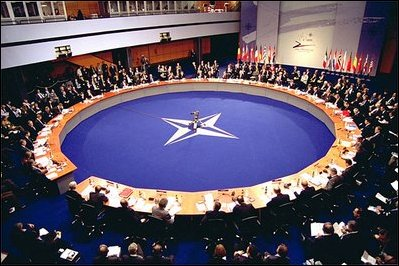
Vertice della NATO a Praga nel 2002

Un vertice della NATO è un incontro al vertice che è considerato un'opportunità periodica per i capi di Stato ed i capi di governo dei paesi membri della NATO di valutare e fornire una direzione strategica per le attività dell'Alleanza.
I vertici della NATO non sono incontri regolari come le più frequenti riunioni ministeriali della NATO, ma piuttosto sono importanti momenti nel processo decisionale dell'alleanza al più alto livello. I vertici sono spesso usati per introdurre nuove politiche, invitare nuovi membri nell'alleanza, lanciare nuove importanti iniziative e costruire partnership con paesi non NATO.

## Lista dei vertici della Nato
Dalla fondazione della NATO nel 1949, ci sono stati un totale di trentasei vertici della NATO: l'ultimo si è tenuto a L'Aia nel giugno 2025. 
Solo i vertici tradizionali hanno ricevuto un numero ufficiale, escludendo quindi il vertice eccezionale del 2001 e 2022 nella sede della NATO.
| Anno | Date           | Città           | Paese              |
| ---- | -------------- | --------------- | ------------------ |
| 1957 | 16–19 dicembre | Parigi          | Francia            |
| 1974 | 26 giugno      | Bruxelles       | Belgio             |
| 1975 | 29–30 maggio   | Bruxelles       | Belgio             |
| 1977 | 10–11 maggio   | Londra          | Regno Unito        |
| 1978 | 30–31 maggio   | Washington      | Stati Uniti        |
| 1982 | 10 giugno      | Bonn            | Germania Ovest     |
| 1985 | 21 novembre    | Bruxelles       | Belgio             |
| 1988 | 2–3 maggio     | Bruxelles       | Belgio             |
| 1989 | 29–30 maggio   | Bruxelles       | Belgio             |
| 1989 | 4 dicembre     | Bruxelles       | Belgio             |
| 1990 | 5–6 luglio     | Londra          | Regno Unito        |
| 1991 | 7–8 novembre   | Roma            | Italia             |
| 1994 | 10–11 gennaio  | Bruxelles       | Belgio             |
| 1997 | 27 maggio      | Parigi          | Francia            |
| 1997 | 8–9 luglio     | Madrid          | Spagna             |
| 1999 | 23–25 aprile   | Washington      | Stati Uniti        |
| 2001 | 13 giugno      | Bruxelles       | Belgio             |
| 2002 | 28 maggio      | Pratica di Mare | Italia             |
| 2002 | 21–22 novembre | Praga           | Rep. Ceca          |
| 2004 | 28–29 giugno   | Istanbul        | Turchia            |
| 2005 | 25 febbraio    | Bruxelles       | Belgio             |
| 2006 | 28–29 novembre | Riga            | Lettonia           |
| 2008 | 2–4 aprile     | Bucarest        | Romania            |
| 2009 | 2–3 aprile     | Strasburgo/Kehl | Francia / Germania |
| 2010 | 19–20 novembre | Lisbona         | Portogallo         |
| 2012 | 20–21 maggio   | Chicago         | Stati Uniti        |
| 2014 | 4–5 settembre  | Newport/Cardiff | Regno Unito        |
| 2016 | 8–9 luglio     | Varsavia        | Polonia            |
| 2017 | 25 maggio      | Bruxelles       | Belgio             |
| 2018 | 11–12 luglio   | Bruxelles       | Belgio             |
| 2019 | 3–4 dicembre   | Londra          | Regno Unito        |
| 2021 | 14 giugno      | Bruxelles       | Belgio             |
| 2022 | 25 febbraio    | virtuale        | virtuale           |
| 2022 | 24 marzo       | Bruxelles       | Belgio             |
| 2022 | 29–30 giugno   | Madrid          | Spagna             |
| 2023 | 11–12 luglio   | Vilnius         | Lituania           |
| 2024 | 9–11 luglio    | Washington      | Stati Uniti        |
| 2025 | 24-25 giugno   | L'Aia           | Paesi Bassi        |

Fonte: NATO, Summits & Ministerial Meetings